# Galesburg (Kansas)
Galesburg város az USA Kansas államában. Lakosainak száma 149 fő (2020. április 1.).

## Népesség
A település népességének változása:

| 2010 | 126 |
| 2020 | 149 |